# پرسوووویتسه
پرسوووویتسه (به لهستانی:  Peresołowice) یک روستا در لهستان است که در گمینا وربکوویتسه واقع شده‌است.